# 夢遊 (裝置藝術)
25°02′54″N 121°31′07″E / 25.048383°N 121.518586°E
《夢遊》（Daydream），是曾位於臺灣台北捷運台北車站M1出口旁的裝置藝術，由台北當代藝術館於2010年設置，2021年因合約到期移除，改移至忠孝敦化站附近的OWNDAYS眼鏡店。

## 造型
此藝術品又稱「鳥人愛維斯(Aves)」，位於台北捷運台北車站M1出口旁，由藝術家何采柔和郭文泰在2010年共同創作，材質為玻璃纖維、不鏽鋼、氟碳烤漆。造型為巨大鳥頭、長鳥喙、藍色大眼，搭配纖細的人體模型，右手拿一枝鉛筆。有水流會自動從鳥頭流下。
2015年，因缺水曾暫停清洗，導致累積水漬、污垢，讓外觀像是沾了尿等黃色穢物。

## 理念
創作者解釋其創作理念是：「站立在一片草原之中，戴著鳥頭的女孩手上握著鉛筆，臉上流下的水覆蓋到她整個身體，永遠長不大的女孩，手上握著鉛筆也永遠寫不出字……」

## 反應
有評論者將它比喻為古埃及神托特，認為是創作者何采柔的化身，畫筆則是記錄飛行於異想與真實的工具。有觀眾把它握的筆當成刀；或認為它的流水像是在流汗。
2015年，PTT有討論台灣最醜的地方特色吉祥物，有網友回應中此裝置藝術，稱為「鳥頭人」；參賽者還有「虱目魚小子」，以及最後獲勝、被戲稱「屌面人」的「金蕉王」。後來夢遊Daydreams又在新聞上被宣傳為「最醜吉祥物」之一。台北當代藝術館則視它為「歪著頭的可愛女孩」。
許多民眾在與親朋好友相約時，常將它作為與他人見面的地標。
日本人稱為「鳥人間」。日本遊客評語有「奇怪生物」、「謎樣生物」、「可怕的東西」、「台灣最奧妙的生物」等詞，成為他們心中另類奇特的「台北印象」、「台灣印象」。由於造型十分引人注目，日本遊客也拍照並且分享至twitter，還有人至台北當代藝術館買吊飾當紀念品。甚至有一名在臺日本人Yosimichi Iwhata將此像與自由女神像、西鄉隆盛像齊名，稱為旅行中印象最深刻的雕像之一。
2013年6月30日，台灣海峽兩岸觀光旅遊協會上海辦事分處主任李嘉斌表示，此裝置藝術是中國大陸年輕旅客一定會造訪與拍照的景點。
2021年7月13日，台北當代藝術館表示，由於《台北大眾捷運股份有限公司地下街公共空間借用契約》合約到期，加上作品需整體維護，於徵詢藝術家同意後移除，並於清潔維修後歸還予原作者。
2021年9月，由超愛鳥人的日系眼鏡店「OWNDAYS」日籍總經理直接向創作者買下，安置於「OWNDAYS」忠孝敦化店，並於該年10月13日正式於店內亮相。

## 外部連結
- 夢遊的Facebook專頁